# Titu Andreescu
Pour les articles homonymes, voir Andreescu.
Titu Andreescu (né en 1956 à Timișoara) est un mathématicien d'origine roumaine enseignant à l'université du Texas à Dallas. Il a été, notamment, directeur de l'American Mathematics Competitions (en) et du Mathematical Olympiad Program (en), entraîneur en chef de l'équipe américaine des Olympiades internationales de mathématiques et administrateur de la United States of America Mathematical Olympiad (en).

## Biographie
Titu Andreescu naît à Timișoara en 1956. Dès son plus jeune âge, il s'intéresse aux mathématiques, soutenu par son père et son oncle Andrew, professeur d'université à la retraite. Au secondaire, il excelle en mathématiques, remportant de 1973 à 1975 le concours annuel national roumain de mathématiques organisé par la revue Gazeta Matematică. 
Après avoir réalisé un baccalauréat universitaire en sciences à l'université de l'Ouest, Andreescu devient professeur de mathématiques à la Constantin Diaconovici Loga school of Mathematics and Physics. Au cours des années 1980, il est éditeur en chef du périodique Revista mathematică din Timișoara. À la même époque, il est entraîneur de l'équipe roumaine des Olympiades internationales de mathématiques (IMO). En 1984, il est nommé conseiller du ministère roumain de l'éducation.
En 1990, lors de la chute du bloc de l'Est, Andreescu émigre aux États-Unis. Il y reprend l'encadrement local pour l'IMO. Son succès le plus notable survient en 1994, alors que l'équipe américaine obtient un pointage parfait lors de l'olympiade ayant lieu à Hong Kong.
En 2006, Andreescu organise un camp mathématiques pour les élèves doués et motivés du secondaire à l'Université du Texas à Dallas. Par la suite, le camp est étendu aux campus de l'université de Puget Sound et l'université Cornell.